# 古塔-亞齊科韋齊卡
48°46′16″N 26°52′42″E / 48.77111°N 26.87833°E
古塔-亞齊科韋齊卡（烏克蘭語：Гута-Яцьковецька）是位於烏克蘭西部赫梅利尼茨基州裏卡緬涅茨-波多利斯基區的杜納伊夫齊市鎮的村莊，面積1.31平方公里，海拔高度286米，2001年人口379，人口密度每平方公里289.3人。